# 乙黒靖雄
乙黒 靖雄（おとぐろ やすお、1968年7月22日 - ）は、東京都出身の日本の柔道選手（柔道家）。現役時代は60kg級の選手。身長168cm。

## 人物
池内道場で柔道を始めた。三鷹市立第一中学校から東京農業大学第一高等学校へ進むが、この当時大きな実績を上げることはなかった。日本体育大学に進むと、1年の時に全日本学生柔道体重別選手権大会（正力杯）60kg級で3位になった。2年の時には全日本ジュニア柔道体重別選手権大会（新人体重別）で優勝を飾った。4年の時には講道館杯全日本柔道体重別選手権大会、全日本選抜柔道体重別選手権大会、正力杯で3位になった。正力松太郎杯国際学生柔道大会の決勝では韓国の金鐘萬と対戦すると、肘を負傷したため医師の診断を受けた。この際に医師がコールドスプレーをかけてしまったために、試合中の治療行為を禁じるルールに抵触して棄権負けとなった。1991年には香川スポーツ振興財団の所属となると、講道館杯と体重別で3位だった。1992年にはドイツ国際で2位になると、講道館杯でも決勝で世界チャンピオンの越野忠則に1-2の判定で敗れた。選抜体重別では決勝で越野を開始30秒ほどの袖釣込腰で一本勝ちして優勝を飾った。この際の優勝インタビューでは、｢メダルへの挑戦｣だとバルセロナオリンピックへの意気込みを語っていたものの、国際大会での実績などにより代表には選出されなかった。嘉納杯では3位にとどまった。1993年の選抜体重別では決勝で1992年世界ジュニア柔道選手権大会チャンピオンである明治大学2年の園田隆二に敗れて2連覇はならず1993年世界柔道選手権大会代表にはなれなかった。アジア柔道選手権大会でも2位に終わった。1994年には綜合警備保障の所属に変わった。選抜体重別では決勝で鹿屋体育大学大学院の原田堅一に敗れた。グッドウィルゲームズでは2位だった。世界柔道団体選手権大会（ワールドカップ国別団体戦）と嘉納杯では3位だった。1995年のハンガリー国際で優勝するが、選抜体重別では決勝で園田に敗れて2位だった。引退後は帝京大学柔道部のコーチに就任したが、2004年に退任した。その後帝京科学大学柔道部の部長兼監督となったが2015年に起こった学生による暴力問題を経て、2016年に退任した。現在は帝京大学の職員として勤務している。

## 部員間の暴力を巡って
2015年12月に帝京科学大学柔道部の寮内で3年生の部員が2年生に暴力を振るいあごの骨を骨折させたことが判明した。また、4年生部員数名も負傷した2年生や他の部員に暴力を振るっていたことが明らかになった。これを受けて調査委員会を立ち上げた大学側は、2016年1月に柔道部部長である乙黒の部長職を解除した。さらに、暴力行為に加担した部員を4ヶ月の停学処分にした。なお、暴力を振るわれた2年生は大学を退学した。2016年3月に全柔連の懲罰委員会は、乙黒と直接の加害者である3年生部員を1年間、暴力行為に加担した4年生部員らを3～6ヶ月の会員登録停止処分にした。9月に乙黒は日本スポーツ仲裁機構（JSAA）に対して、全柔連による調査手続上の不備及び過去の暴行事案に比して処分が重いことを理由に、処分の取り消しを申し立てた。しかし、2017年1月にJSAAは、調査手続の不備を認めた。しかし、「結果の重大性からすれば、処分が社会通念上、著しく合理性を欠くとまではいえない」として、申し立てを棄却した。

## 主な戦績
- 1987年 -　正力杯 3位
- 1988年 -　新人体重別　優勝
- 1990年 -　講道館杯　3位
- 1990年 -　体重別　3位
- 1990年 -　正力杯 3位
- 1991年 - 正力国際　2位
- 1991年 -　講道館杯　3位
- 1991年 -　体重別　3位
- 1991年 -　アメリカ国際　3位
- 1992年 -　ドイツ国際　2位
- 1992年 -　講道館杯　2位
- 1992年 -　体重別　優勝
- 1992年 - 嘉納杯　3位
- 1993年 -　体重別　2位
- 1993年 -　アジア選手権　2位
- 1994年 -　ドイツ国際　3位
- 1994年 -　グッドウィルゲームズ　2位
- 1994年 - ワールドカップ国別団体戦　3位
- 1994年 - 嘉納杯　3位
- 1994年 -　講道館杯　3位
- 1994年 -　体重別　2位
- 1995年 -　ドイツ国際　3位
- 1995年 -　ハンガリー国際　優勝
- 1995年 -　体重別　2位

(出典、JudoInside.com)。